# Adam Grzanka
Adam Grzanka (ur. 14 stycznia 1976 w Krakowie) – polski aktor kabaretowy, konferansjer i satyryk, a także muzyk, kompozytor i tekściarz.

## Życiorys
Ukończył naukę w XVI Liceum Ogólnokształcącym w Nowej Hucie i studiował na Akademii Górniczo-Hutniczej.
Członek Stowarzyszenia Rekonstrukcji Historycznych Wrzesień 39.
W 1996 z Krzysztofem Niedźwiedzkim i Pawłem Rybakiem założył Formację Chatelet, której członkiem był do października 2012. Jest wielokrotnym laureatem festiwali kabaretowych i artystycznych. Współtworzył kabaretony m.in. na festiwalu Fama i Przeglądzie Kabaretów PaKA.
Współprowadził (z Adamem Małczykiem) prowadził program rozrywkowy Maraton uśmiechu w TVN i reality game show pt. Hole in the Wall w TV4, a także został gospodarzem programu Kamasutra Show w Polsat Play. Współpracuje z krakowskimi rozgłośniami radiowymi, m.in. Antyradio i Radio Kraków.
Działalnością muzyczną zajmuje się pod pseudonimem DJ Mazut. Jest twórcą instalacji multimedialnych. Poza tym stworzył projekt muzyczny Nowa Huta Gangsta i współtworzył projekty przełamujące negatywne stereotypy dotyczące Nowej Huty, m.in. Nowa Huta Export i Nowa Huta Wolne Miasto Art.

## Działania artystyczne, projekty, happeningi

### Działania artystyczne
- 1999: Doktor Jekyll i Mr Hyde według wytwórni A'YoY[5] – aktor
- 2001: kabareton FAMA[2] 2001 – współautor
- 2001: Rock kobiet – Spektakl dyplomowy PWST- współpraca
- 2005: 21. Przegląd Kabaretów PAKA[3] „Kabaretowe Oczko” – oprawa muzyczna
- 2006: 22. Przegląd Kabaretów PAKA[3] „Kabaretowy Matrix” – multimedia, współscenarzysta
- 2006: Pan Bruno[6]- aktor
- 2007: 23. Przegląd Kabaretów PAKA[3] „Kabaretowy James Bond” – oprawa muzyczna
- 2009: Zaślubiny Nowej Huty z Krakowem[7] – koncert jubileuszowy – autor
- 2011: Ychu-Dychu, czyli Tytus, Romek i A’Tomek[8] – reżyseria, muzyka
- 2012: Nowa Huta Export[4] – współtwórca projektu
- 2012: Ich czworo – słuchowisko Radia Kraków[9] – efekty dźwiękowe
- 2014: 1200 Muzeów TVP Kraków
- 2015: Cremaster – Instrumenty elektroniczne

### Projekty
Nowa Huta Gangsta
Muzyczny projekt Adama Grzanki.
Skład:
- Adam Grzanka – autor muzyki, autor tekstów, aktor kabaretowy, wokalista
- Adam Małczyk – aktor kabaretowy, autor tekstów, wokalista
- Michał Pałubski – aktor, autor tekstów, wokalista
- Jerzy Jan Połoński (do grudnia 2006) – aktor, autor tekstów, wokalista

### Twórczość
- Bohaterzy z Huty (premiera: 7 maja 2005 roku na stronie Formacji Chatelet; wydany oficjalnie na płycie z utworami z XXII Przeglądu Kabaretów PaKA Miłość niejedno ma imię)
- English lesson / English is easy (premiera: XVIII Mazurska Noc Kabaretowa)
- Młodzież bawi się kulturalnie (premiera: XXII Przegląd Kabaretów PaKA)

### Happeningi
- udział w akcji Covan wake the fuck up[10]
- współpraca oraz akcje promujące „KTOZ”[11]

## Działalność w Formacji Chatelet
Spektakle które powstały w czasie, w którym członkiem Formacji był Adam Grzanka:
- Program Jedenasty (premiera 16 lutego 1997 r.)
  - reżyseria: Formacja Chatelet
  - teksty: Krzysztof Niedźwiedzki
  - oprawa muzyczna: Adam Grzanka
  - wystąpili w dniu premiery: Adam Grzanka, Adam Małczyk, Krzysztof Niedźwiedzki, Paweł Rybak
- Program Drugi (premiera – październik 1997 r.)
  - reżyseria: Formacja Chatelet
  - teksty: Krzysztof Niedźwiedzki
  - oprawa muzyczna: Adam Grzanka
  - wystąpili w dniu premiery: Adam Grzanka, Adam Małczyk, Krzysztof Niedźwiedzki, Paweł Rybak
- Dziwny Dziwny (premiera 8 kwietnia 2000 r.)
  - reżyseria: Formacja Chatelet
  - teksty: Michał Zabłocki, Adam Małczyk, Formacja Chatelet
  - oprawa muzyczna: Adam Grzanka
  - wystąpili w dniu premiery: Adam Grzanka, Adam Małczyk, Paweł Rybak, Marcin Sikora
- Trójkąty (premiera – wiosna 2003 r.)
  - reżyseria: Formacja Chatelet
  - teksty: Adam Małczyk
  - oprawa muzyczna: Adam Grzanka
  - wystąpili w dniu premiery:Adam Grzanka, Adam Małczyk, Jerzy Jan Połoński, Marcin Sikora

## Nagrody
Nagrody zdobyte w czasie, w którym członkiem Formacji był Adam Grzanka:
- 1997: PaKA 1997 (Grand Prix)
- 1997: Fama (Nagroda im. Maksa Szoca)
- 1998: PaKA 1998 (Pierwsza Nagroda, nagroda publiczności)
- 1998: XIX Lidzbarskie Biesiady Humoru i Satyry (Pierwsza Nagroda)
- 1998: Fama (Nagroda Prezydenta Miasta Świnoujście)
- 1998: Mulatka (Pierwsza Nagroda)
- 2000: I Ogólnopolski Festiwal Sztuki Estradowej w Warszawie (Pierwsza Nagroda)
- 2000: I Międzynarodowy Festiwal Działań Teatralnych i Plastycznych Zdarzenia w Tczewie (Pierwsza Nagroda)
- 2006: X Jubileuszowy Festiwal Sztuki Słowa „Czy to jest kochanie?” w Elblągu (Pierwsza Nagroda)
- Specjalna Nagroda Rektora Europejskiej Akademii Sztuk w Warszawie